# Elise LeGrow
Elise Madeline LeGrow (4 de junho de 1987) é uma cantora e compositora canadense.
Elise recebeu um contrato de publicação do Sony/ATV Music Publishing após uma apresentação ao vivo no festival de música NXNE de 2009 em Toronto.
O primeiro lançamento de Elise, "No Good Woman", foi o single mais adicionado ao rádio contemporâneo adulto no Canadá na semana de 7 de abril de 2012. O single alcançou o número seis na parada Nielsen BDS Adult Contemporary, e permaneceu no top 10 por 13 semanas.
Em 2016, Elise assinou contrato com a Awesome Music no Canadá, que trouxe a S-Curve/BMG como sua gravadora nos EUA. Mais tarde, em 2016, ela gravou um álbum conceitual completo com capas da Chess Records, intitulado Playing Chess. O álbum foi produzido por Steve Greenberg, Michael Mangini e Betty Wright. O Questlove e o Capitão Kirk Douglas, bem como o The Dap Kings, fizeram contribuições para o disco.
Elise regravou "You Never Can Tell", de Chuck Berry, como seu primeiro single do álbum em 19 de maio de 2017. Em junho de 2016, ela lançou "Who Do You Love", estreou em #15 na parada da CBC Radio 2 e finalmente alcançou o Top 10 na parada da CBC Radio 2.
Elise LeGrow lançou seu álbum de estréia Playing Chess em 16 de fevereiro de 2018. Elise LeGrow lançou o single "Evan" em 17 de julho de 2020.